# Arabba
Arabba (Rèba in ladino) è una frazione del comune di Livinallongo del Col di Lana ai piedi del Passo Pordoi. È uno dei principali centri turistici invernali delle Dolomiti, facente parte del comprensorio Dolomiti Superski.

## Geografia fisica
Arabba sorge in alta val Cordevole, sulle rive dell'omonimo torrente, a pochi chilometri dal passo Pordoi e dal passo di Campolongo, che la mettono in comunicazione rispettivamente con il Trentino (Canazei) e con l'Alto Adige (Corvara in Badia). È sovrastata ad ovest dal gruppo del Sella. Vi ha sede anche una stazione meteorologica.

## Storia
Del passato più antico di Arabba si sa poco o niente (le prime notizie riguardano la chiesa, della metà del Seicento), a parte alcune leggende che ricordano un evento catastrofico (una pestilenza o un'alluvione) che ne decimò la popolazione. C'è evidentemente un fondo di verità: il toponimo stesso, Rèba in ladino, deriverebbe da roiba, cioè "frana", o da rebia, ossia "valanga" o "torrente che straripa". Esiste pure una località ai piedi del Col Burz chiamata Chiesa Vecchia, forse perché qui sorgeva l'antico insediamento.

## Economia

### Turismo
Arabba è inserita in uno dei comprensori sciistici più grandi del mondo, il Dolomiti Superski, e in particolare nella sezione detta Sellaronda, un percorso che con oltre 400 km di piste collega le località poste attorno al massiccio del Sella. Moderni impianti a fune (tra cui due di tipologia Funifor e DMC)  trasportano gli sciatori dal paese alle piste, collegate anche con il comprensorio della Marmolada. In estate la località è invece molto frequentata da escursionisti, che percorrono i numerosissimi i sentieri che si sviluppano nei dintorni, tra boschi, prati e pascoli, e da motociclisti per la vicinanza con i passi Pordoi, Campolongo e Falzarego.

## Sport

### Ciclismo
Arabba è stata negli anni la città di arrivo delle seguenti tappe del Giro d'Italia:
| Anno | Tappa | Partenza             | km  | Vincitore di tappa   | Maglia rosa      |
| ---- | ----- | -------------------- | --- | -------------------- | ---------------- |
| 1983 | 20ª   | Selva di Val Gardena | 169 | Alessandro Paganessi | Giuseppe Saronni |
| 1984 | 20ª   | Selva di Val Gardena | 169 | Laurent Fignon       | Laurent Fignon   |

È stata inoltre sede di partenza delle seguenti tappe del Giro d'Italia:
| Anno | Tappa | Arrivo       | km  | Vincitore di tappa | Maglia rosa      |
| ---- | ----- | ------------ | --- | ------------------ | ---------------- |
| 1983 | 21ª   | Gorizia      | 232 | Moreno Argentin    | Giuseppe Saronni |
| 1984 | 21ª   | Treviso      | 208 | Guido Bontempi     | Laurent Fignon   |
| 2008 | 15ª   | Passo Fedaia | 153 | Emanuele Sella     | Alberto Contador |

## Galleria d'immagini

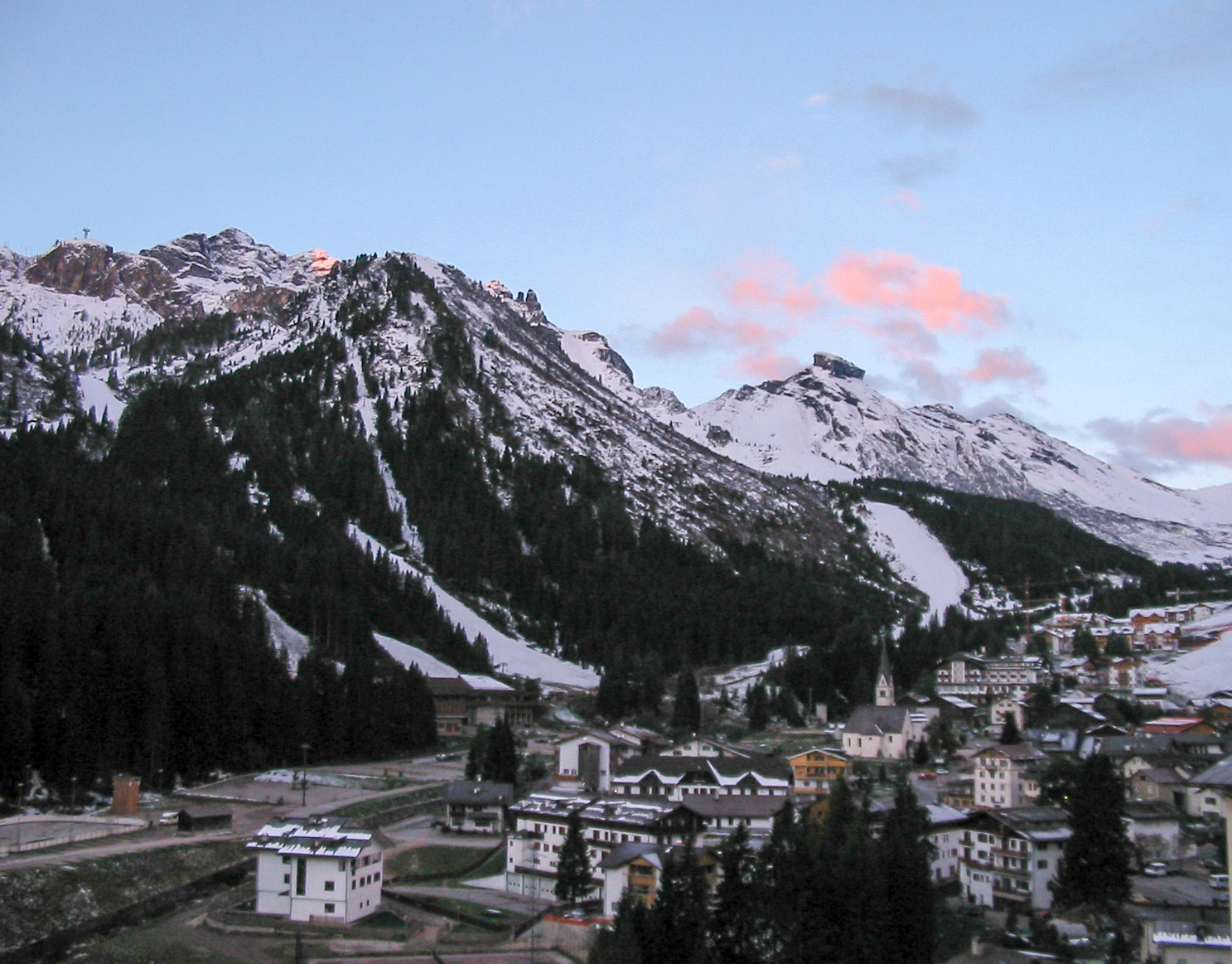
Arabba in autunno
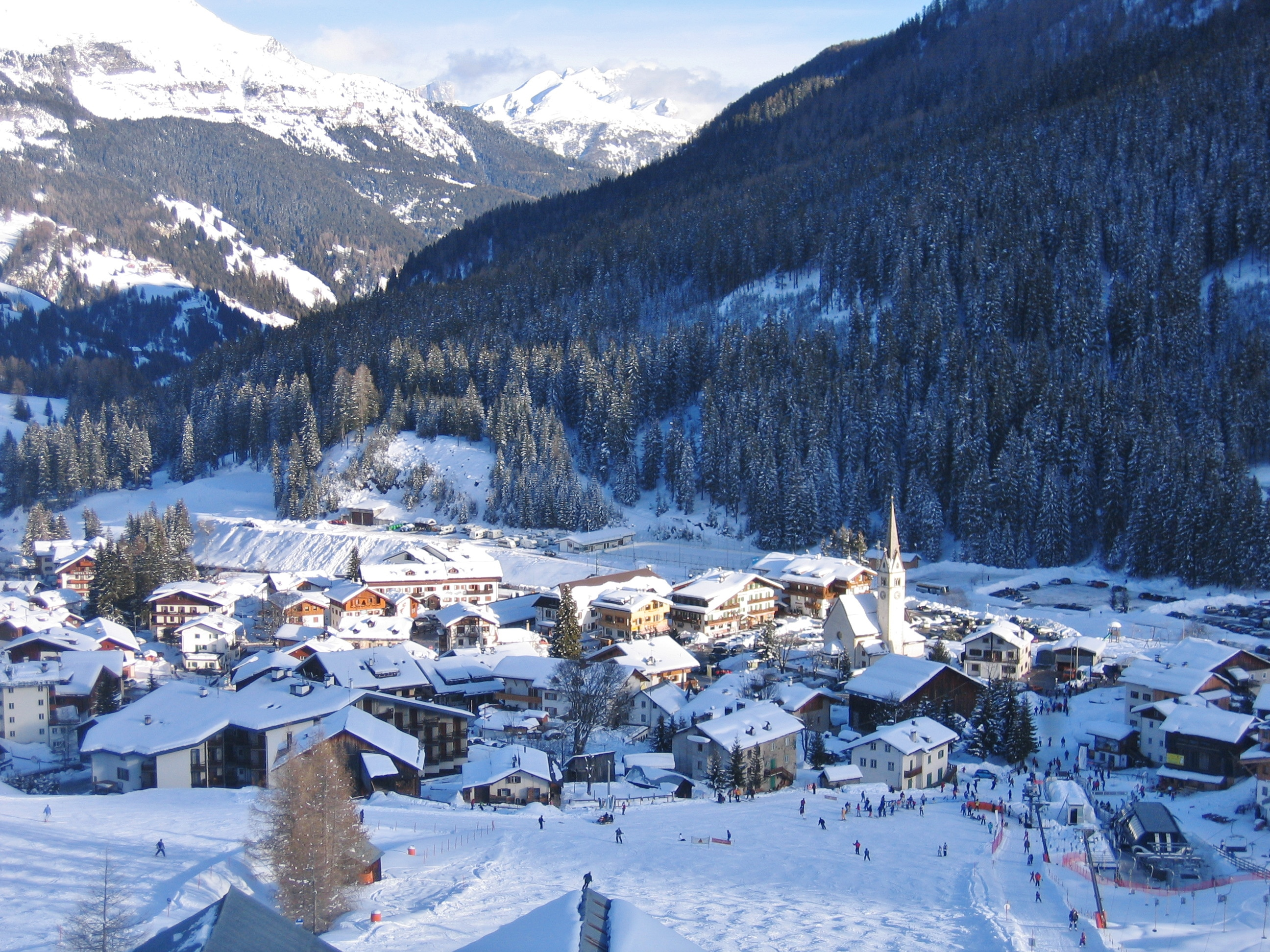
Vista invernale
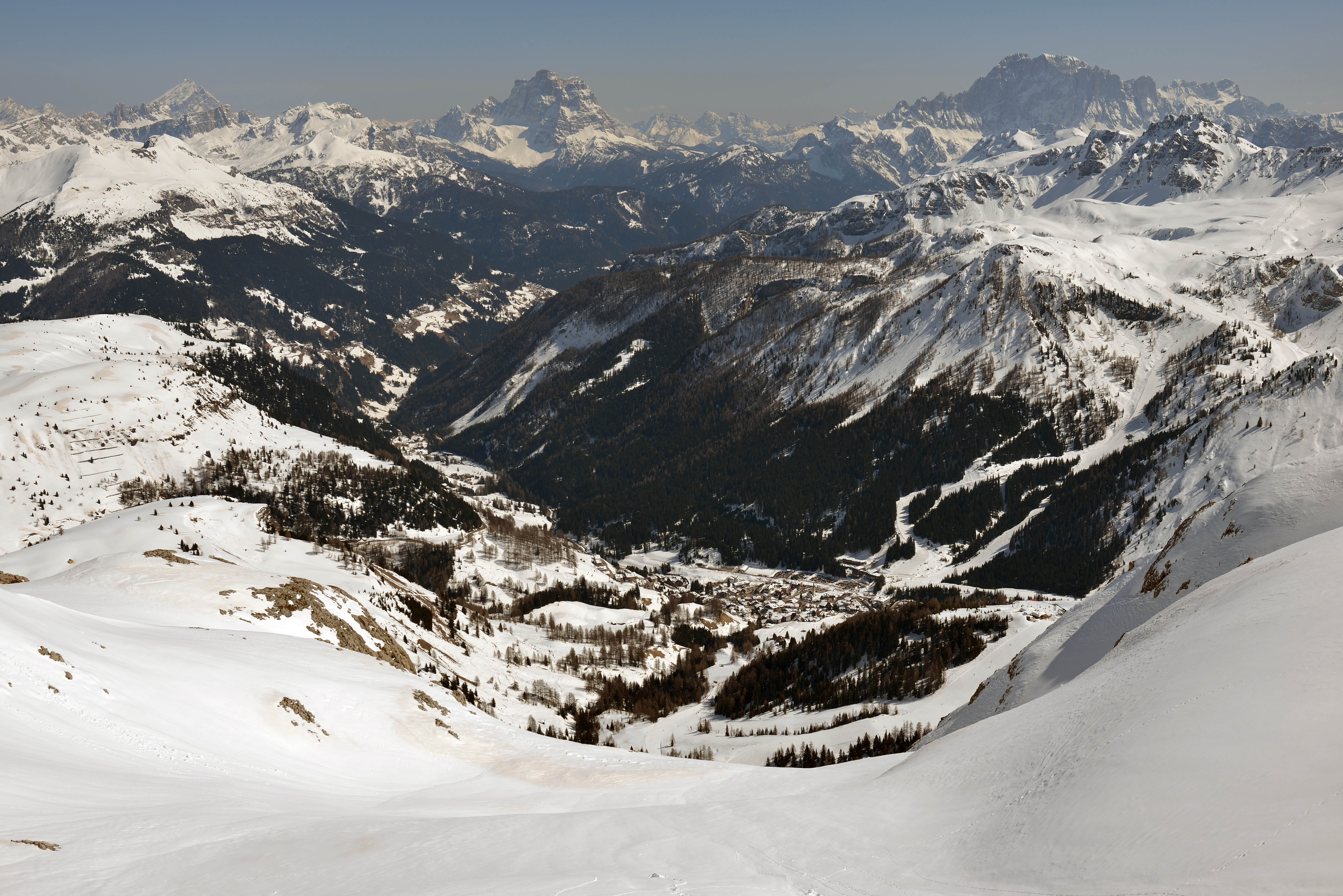
Vista su Arabba dal massiccio del Sella
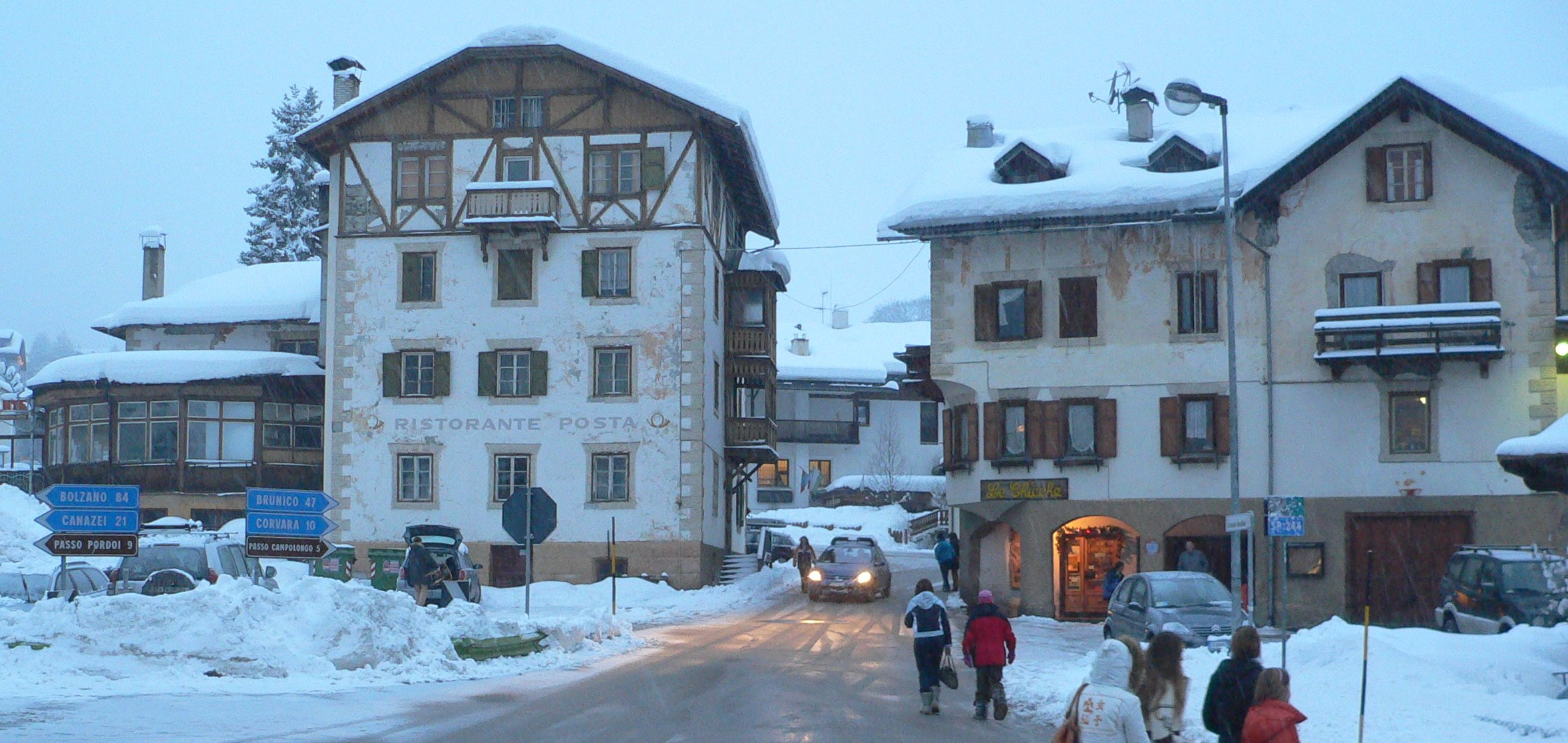
Il centro di Arabba in febbraio.